# Le Cinquième Éléphant
Le Cinquième Éléphant est le vingt-cinquième livre des Annales du Disque-monde de l'écrivain anglais Terry Pratchett. Il a été publié en 1999.

## Résumé
Le commissaire Vimaire est chargé d'une mission diplomatique en Überwald en tant que Duc d'Ankh. Il doit représenter la cité d'Ankh-Morpork lors du couronnement du Petit Roi des nains, et tenter d'obtenir un traité commercial favorable concernant d'importantes quantités de graisses extraites des mines de graisses par les nains. Le principal symbole de la fonction de Petit Roi est le Scone de Pierre, un célèbre pain de nain censé contenir une parcelle de la Vérité. Mais celui-ci a été volé, ainsi que sa copie qui était hébergée dans un musée d'Ankh-Morpork. Samuel Vimaire se lance dans son enquête dans un royaume instable où vampires, loups-garous et nains s'opposent depuis des siècles.
Ce roman s'inspire beaucoup de films d'horreur et de films fantastiques, que Terry Pratchett tourne en satire pour développer ses personnages : vampires, loups-garous, ainsi que les serviteurs bossus et boiteux appelés Igor, caricatures des serviteurs de créatures de la nuit. L'organisation et la vie des nains sont également approfondies dans ce roman, ainsi que l'important développement des communications à l'aide des tours de sémaphore, symboles du progrès rayonnant depuis Ankh-Morpork et pendant satirique du télégraphe ou du téléphone dans le monde réel. Les relations humaines, évolutions des mœurs et rapports interraciaux sont également fortement développés et l'on découvre que le couple mixte du capitaine Carotte n'a rien pour choquer le seigneur Vétérini. Ce thème de l'avancée du progrès — tant sur le plan technique que sur celui des mœurs — et des réactions de rejet qu'il entraîne sont le thème principal du roman.